# Rivière de Grand Goâve
Rivière de Grand Goâve är ett vattendrag i Haiti.   Det ligger i departementet Ouest, i den sydvästra delen av landet, 50 km väster om huvudstaden Port-au-Prince.